# Naarda leptotypa
Naarda leptotypa är en fjärilsart som beskrevs av Turner 1932. Naarda leptotypa ingår i släktet Naarda och familjen nattflyn. Inga underarter finns listade i Catalogue of Life.